# Zelenac
Zelenac  (lat. Liparis), kozmopolitski rod trajnica iz porodice kaćunovki, dio tribusa Malaxideae. Pripada mu 315 vrsta rasprostranjenih po svim kontinentima, osim Antarktika. 
U Hrvatskoj raste samo jedna vrsta, Loeselov zelenac, Liparis loeselii , 

## Vrste
1. Liparis abyssinica A.Rich.
2. Liparis acuminata Hook.f.
3. Liparis acutissima Rchb.f.
4. Liparis alata A.Rich.
5. Liparis altigena Schltr.
6. Liparis altomayoensis Salazar & Edquén
7. Liparis amabilis Fukuy.
8. Liparis ambohimangana Hermans
9. Liparis anatina Szlach.
10. Liparis andringitrana Schltr.
11. Liparis angustilabris (F.Muell.) Blaxell
12. Liparis angustioblonga P.H.Yang & X.H.Jin
13. Liparis aphylla G.A.Romero & Garay
14. Liparis arachnites Schltr.
15. Liparis arnoglossophylla Rchb.f. ex Hemsl.
16. Liparis ascendens P.J.Cribb
17. Liparis assamica King & Pantl.
18. Liparis atropurpurea Lindl.
19. Liparis atrosanguinea Ridl.
20. Liparis aureolabella J.D.Ya & Z.D.Han
21. Liparis auriculata Blume
22. Liparis averyanoviana Szlach.
23. Liparis barbata Lindl.
24. Liparis bathiei Schltr.
25. Liparis bautingensis Tang & F.T.Wang
26. Liparis beddomei Ridl.
27. Liparis bemarahensis Hermans
28. Liparis bernieri Frapp.
29. Liparis bicornis Ridl.
30. Liparis biloba Wight
31. Liparis bingzhongluoensis X.H.Jin
32. Liparis bosseri Hermans
33. Liparis bowkeri Harv.
34. Liparis brachyglottis Rchb.f. ex Trimen
35. Liparis brachystalix Rchb.f.
36. Liparis brassii Ormerod
37. Liparis brookesii Ridl.
38. Liparis brunnea Ormerod
39. Liparis brunneolobata Kerr
40. Liparis buddhawongii Tetsana, Watthana & H.A.Pedersen
41. Liparis bulbophylloides H.Perrier
42. Liparis caillei Finet
43. Liparis calcarea Schltr.
44. Liparis caloglossa Schltr.
45. Liparis campylostalix Rchb.f.
46. Liparis capensis Lindl.
47. Liparis cardiophylla Ames
48. Liparis caricifolia Schltr.
49. Liparis carinatisepala J.J.Sm.
50. Liparis casseabria Q.Liu & X.F.Wu
51. Liparis cathcartii Hook.f.
52. Liparis caudata Aver. & K.S.Nguyen
53. Liparis caulescens Frapp. ex Cordem.
54. Liparis cauliflora Merr.
55. Liparis chantaliae Hermans & Hervouet
56. Liparis cheniana X.H.Jin
57. Liparis chimanimaniensis G.Will.
58. Liparis chungthangensis Lucksom
59. Liparis cladophylax Schltr.
60. Liparis clareae Hermans
61. Liparis clavigera Ridl.
62. Liparis claytoniana (Marg.) J.M.H.Shaw
63. Liparis cleistogama J.J.Sm.
64. Liparis clypeolum (G.Forst.) Lindl.
65. Liparis cogniauxiana F.Barros & L.R.S.Guim.
66. Liparis collinsii B.Gray
67. Liparis conopea Aver.
68. Liparis cordifolia Hook.f.
69. Liparis cordiformis C.Schweinf.
70. Liparis crassibasis J.J.Sm.
71. Liparis crispifolia Rchb.f.
72. Liparis cuspidata Ridl.
73. Liparis cymbidiifolia J.J.Sm.
74. Liparis dalessandroi Dodson
75. Liparis damingshanensis L.Wu & Y.S.Huang
76. Liparis deflexa Hook.f.
77. Liparis deistelii Schltr.
78. Liparis delicatula Hook.f.
79. Liparis densa Schltr.
80. Liparis disepala Rchb.f.
81. Liparis dolichobulbon Schltr.
82. Liparis dolichostachya Fukuy.
83. Liparis dolichostachys Schltr.
84. Liparis dongchenii Lucksom
85. Liparis downii Ridl.
86. Liparis draculoides E.W.Greenw.
87. Liparis dryadum Schltr.
88. Liparis dunnii Rolfe
89. Liparis ecallosa Ormerod
90. Liparis elegantula Kraenzl.
91. Liparis elongata Fukuy.
92. Liparis emarginata Aver.
93. Liparis epiphytica Schltr.
94. Liparis exaltata Ridl.
95. Liparis exilis J.J.Sm.
96. Liparis fantastica Ames & C.Schweinf.
97. Liparis ferruginea Lindl.
98. Liparis ficicola Schltr.
99. Liparis filiformis Aver.
100. Liparis flabellata J.J.Sm.
101. Liparis flammula Frapp. ex Cordem.
102. Liparis flavescens (Kuntze) Lindl.
103. Liparis formosamontana T.C.Hsu
104. Liparis formosana Rchb.f.
105. Liparis forrestii Rolfe
106. Liparis funingensis Y.Y.Su, Yuan Meng & Z.J.Liu
107. Liparis gamblei Hook.f.
108. Liparis genychila Schltr.
109. Liparis geophila Schltr.
110. Liparis gigantea C.L.Tso
111. Liparis glaucescens J.J.Sm.
112. Liparis glossula Rchb.f.
113. Liparis gongshanensis (X.H.Jin) X.H.Jin
114. Liparis goodyeroides Schltr.
115. Liparis gracilenta Dandy
116. Liparis gracilipes Schltr.
117. Liparis graminifolia Ormerod
118. Liparis greenwoodiana Espejo
119. Liparis guangxiensis C.L.Feng & X.H.Jin
120. Liparis guineensis Lindl.
121. Liparis habenarina (F.Muell.) Benth.
122. Liparis hagerupii J.J.Sm.
123. Liparis halconensis (Ames) Ames
124. Liparis harketii Killmann & Eb.Fisch.
125. Liparis hawaiensis H.Mann
126. Liparis heliophila J.J.Sm.
127. Liparis hemipilioides Schltr.
128. Liparis henricii Schltr.
129. Liparis henryi Rolfe
130. Liparis hirtzii Dodson
131. Liparis honbaensis Aver. & Vuong
132. Liparis imerinensis Schltr.
133. Liparis inaperta Finet
134. Liparis inaudita Salazar, Edquén & D.Trujillo
135. Liparis inundata (Barb.Rodr.) Cogn.
136. Liparis javanica J.J.Sm.
137. Liparis jovis-pluvii C.S.P.Parish & Rchb.f.
138. Liparis jumelleana Schltr.
139. Liparis kamborangensis Ames & C.Schweinf.
140. Liparis kiriromensis Tixier
141. Liparis koreojaponica Tsutsumi, T.Yukawa, N.S.Lee, C.S.Lee & M.Kato
142. Liparis krameri Franch. & Sav.
143. Liparis kumokiri F.Maek.
144. Liparis kwangtungensis Schltr.
145. Liparis lacus J.J.Sm.
146. Liparis langtangensis Raskoti & Ale
147. Liparis latialata Mansf.
148. Liparis laticuneata C.Schweinf.
149. Liparis latifiana P.T.Ong
150. Liparis latilabris Rolfe
151. Liparis laurentii Hermans & Nusb.
152. Liparis laurisilvatica Fukuy.
153. Liparis layardii F.Muell.
154. Liparis leptopus Schltr.
155. Liparis le-ratii Schltr.
156. Liparis letouzeyana Szlach. & Olszewski
157. Liparis liangzuensis T.P.Lin & W.M.Lin
158. Liparis liliifolia (L.) Rich. ex Lindl.
159. Liparis lindeniana (A.Rich. & Galeotti) Hemsl.
160. Liparis listeroides Schltr.
161. Liparis loeselii (L.) Rich.
162. Liparis longibracteata Aver.
163. Liparis longicaulis Ridl.
164. Liparis longipetala Ridl.
165. Liparis longiracemosa Tsutsumi, T.Yukawa & M.Kato
166. Liparis longispica Aver. & K.S.Nguyen
167. Liparis lutea Ridl.
168. Liparis lydiae Lucksom
169. Liparis macrosepala Z.W.Wang, Y.Zhang & W.C.Huang
170. Liparis madrensis Soto Arenas, Salazar & R.Jiménez
171. Liparis mae X.D.Tu, M.Z.Huang & Ming H.Li
172. Liparis magnifica Hermans
173. Liparis major Schltr.
174. Liparis makinoana Schltr.
175. Liparis malipoensis (G.D.Tang, X.Y.Zhuang & Z.J.Liu) comb.ined.
176. Liparis mamillata Aver.
177. Liparis mantidopsis Szlach.
178. Liparis meihuashanensis S.M.Fan
179. Liparis mengziensis J.D.Ya & Lei Cai
180. Liparis microcharis Schltr.
181. Liparis misoolensis Ormerod
182. Liparis molendinacea G.Will.
183. Liparis monoceros T.P.Lin
184. Liparis montana (Blume) Lindl.
185. Liparis mulindana Schltr.
186. Liparis nakaharae Hayata
187. Liparis nana Rolfe
188. Liparis nanlingensis H.Z.Tian & F.W.Xing
189. Liparis napoensis L.Li, H.F.Yan & S.J.Li
190. Liparis nectarina Frapp. ex Cordem.
191. Liparis negrosiana Ames
192. Liparis nemoralis (Perazza, Decarli, Filippin, Bruna & Regattin) Bartolucci & Galasso
193. Liparis nephrocardia Schltr.
194. Liparis nervosa (Thunb.) Lindl.
195. Liparis ngoclinhensis Aver.
196. Liparis nigra Seidenf.
197. Liparis nigrescens Schltr.
198. Liparis nonatra Ormerod
199. Liparis nyikana G.Will.
200. Liparis ochracea Ridl.
201. Liparis odorata (Willd.) Lindl.
202. Liparis oppositifolia Szlach.
203. Liparis orbiculata L.O.Williams
204. Liparis ornithorrhynchos Ridl.
205. Liparis palawensis Tuyama
206. Liparis parva Ridl.
207. Liparis pauliana Hand.-Mazz.
208. Liparis pedicellaris Schltr.
209. Liparis penduliflora Szlach.
210. Liparis perpusilla Hook.f.
211. Liparis perrieri Schltr.
212. Liparis petiolata (D.Don) P.F.Hunt & Summerh.
213. Liparis petraea Aver. & Averyanova
214. Liparis petricola (D.L.Jones & B.Gray) Bostock
215. Liparis phyllocardia Schltr.
216. Liparis pingtaoi (G.D.Tang, X.Y.Zhuang & Z.J.Liu) J.M.H.Shaw
217. Liparis pingxiangensis L.Li & H.F.Yan
218. Liparis platychila Schltr.
219. Liparis platyglossa Schltr.
220. Liparis platyphylla Ridl.
221. Liparis platyrachis Hook.f.
222. Liparis polycardia Rchb.f.
223. Liparis popaensis X.H.Jin, A.T.Mu & L.A.Ye
224. Liparis prianganensis J.J.Sm.
225. Liparis pterosepala N.S.Lee, C.S.Lee & K.S.Lee
226. Liparis puberula Ridl.
227. Liparis pulverulenta Guillaumin
228. Liparis pumila Aver.
229. Liparis puncticulata Ridl.
230. Liparis punctilabris Frapp. ex Cordem.
231. Liparis purpureovittata Tsutsumi, T.Yukawa & M.Katon
232. Liparis pygmaea King & Pantl.
233. Liparis ramosa Poepp. & Endl.
234. Liparis reckoniana T.C.Hsu
235. Liparis rectangularis H.Perrier
236. Liparis refracta J.J.Sm.
237. Liparis regnieri Finet
238. Liparis remota J.Stewart & Schelpe
239. Liparis resupinata Ridl.
240. Liparis retusa Fawc. & Rendle
241. Liparis rheedei Lindl.
242. Liparis rivalis Schltr.
243. Liparis rivularis Aver.
244. Liparis robustior Aver.
245. Liparis rockii Ormerod
246. Liparis rosseelii Stévart
247. Liparis rostrata Rchb.f.
248. Liparis rubescens Tetsana, H.A.Pedersen & Sridith
249. Liparis rubrotincta T.C.Hsu
250. Liparis rungweensis Schltr.
251. Liparis rupestris Griff.
252. Liparis rusbyi Rolfe
253. Liparis salassia (Pers.) Summerh.
254. Liparis sambiranoensis Schltr.
255. Liparis sanamalabarica P.M.Salim
256. Liparis sasakii Hayata
257. Liparis saundersiana Rchb.f.
258. Liparis scaposa Frapp.
259. Liparis schneideri Ormerod
260. Liparis schunkei Ormerod
261. Liparis serpens Garay
262. Liparis serratiloba Ormerod
263. Liparis sessilis Damian, Salazar & Rimarachin
264. Liparis siamensis Rolfe ex Downie
265. Liparis simmondsii F.M.Bailey
266. Liparis somae Hayata
267. Liparis sootenzanensis Fukuy.
268. Liparis sparsiflora Aver.
269. Liparis stenoglossa C.S.P.Parish & Rchb.f.
270. Liparis stenophylla Schltr.
271. Liparis stolzii Schltr.
272. Liparis suborbicularis Summerh.
273. Liparis sula N.Hallé
274. Liparis superclareae Hermans
275. Liparis superposita Ormerod
276. Liparis suzumushi Tsutsumi, T.Yukawa & M.Kato
277. Liparis sympodialis Schltr.
278. Liparis tenuis Rolfe ex Downie
279. Liparis tianchiensis X.J.Liu & X.G.Sun
280. Liparis tigerhillensis A.P.Das & S.Chanda
281. Liparis torricellensis Schltr.
282. Liparis tortilis P.M.Salim & J.B.Mathew
283. Liparis toxopei J.J.Sm.
284. Liparis tradescantifolia (Blume) Lindl.
285. Liparis tricallosa Rchb.f.
286. Liparis tridens Kraenzl.
287. Liparis tripartita Aver. & Averyanova
288. Liparis trulliformis Schltr.
289. Liparis truncata F.Maek. ex T.Hashim.
290. Liparis truncatula Schltr.
291. Liparis tschangii Schltr.
292. Liparis tsii H.Z.Tian & A.Q.Hu
293. Liparis tunensis J.J.Sm.
294. Liparis vargasii Ormerod
295. Liparis vasquezii Ormerod
296. Liparis verticillata G.A.Romero & Garay
297. Liparis vexillifera (Lex.) Cogn.
298. Liparis viridipurpurea Griseb.
299. Liparis vittata Ridl.
300. Liparis vivipara H.X.Huang, Z.J.Liu & M.H.Li
301. Liparis volcanica R.González & Zamudio
302. Liparis vulturiceps Hermans & P.J.Cribb
303. Liparis wageneri (Rchb.f.) Rchb.f.
304. Liparis walakkadensis M.Kumar & Sequiera
305. Liparis walkeriae Graham
306. Liparis warpurii Rolfe
307. Liparis wenshanensis Y.Y.Su, Yi L.Huang & G.Q.Zhang
308. Liparis wightiana Thwaites
309. Liparis wrayi Hook.f.
310. Liparis xanthina Ridl.
311. Liparis yamadae (Tuyama) Fosberg & Sachet
312. Liparis yanachagae Ormerod
313. Liparis yongnoana N.S.Lee, C.S.Lee & K.S.Lee
314. Liparis zaratananae Schltr.
315. Liparis zosterops N.Hallé
316. Liparis ×jonesii S.L.Bentley